# Hopium
Pour l’article ayant un titre homophone, voir Opium.
Hopium est un fabricant français de systèmes de motorisation électrique à pile à combustible hydrogène pour les transports lourds.

## Historique

### Premières années: une marque automobile française de luxe
Fondée en 2019 par le pilote français Olivier Lombard, plus jeune vainqueur des 24H du Mans en catégorie LMP2, Hopium projette de produire en France une automobile fonctionnant à l'hydrogène[réf. souhaitée].
Le 23 décembre 2020, la société Hopium fait son entrée en bourse, sur le compartiment Access d’Euronext Paris.
Le premier prototype roulant de l'Hopium Machina est dévoilé en juin 2021,, et la berline à hydrogène de luxe est annoncée pour 2025 ou 2026,, dans la catégorie mid-luxury pour un prix estimé aux alentours de 120 000 €.
En mai 2021, l’équipementier français Plastic Omnium annonce un partenariat avec Hopium. L’industriel fournit le système de stockage de l’hydrogène pour la Hopium Māchina.
Le 17 juin 2021, l'entreprise présente son premier prototype roulant baptisé Alpha 0 en marge du Salon Viva Technology à Paris. Un carnet de 1 000 précommandes numérotées est ouvert au prix de réservation de 410 €.
Le 21 octobre 2021, Hopium et Saint-Gobain Sekurit annoncent un partenariat pour co-développer les vitrages de la Māchina, le premier modèle de la marque automobile française.
Courant 2022, le ministre des Transports Jean-Baptiste Djebbari sous le gouvernement Jean Castex rejoint le conseil d'administration de l'entreprise, ce qui suscite une polémique,,. La Haute autorité pour la transparence de la vie publique (HATVP) rend sur ce projet professionnel un avis de « compatibilité avec réserves », excluant a priori le risque de prise illégale d'intérêts, mais indiquant un risque déontologique qui rend nécessaire d'encadrer « les futures relations professionnelles » de l'ancien ministre. Jean-Baptiste Djebbari est remplacé à la tête de la société par Alain Guillou le 15 mars 2023.
Le 21 septembre 2022, la société met en place un mode de financement par obligations convertibles en actions pour un montant de 21,5 M€ auprès de la société Atlas Capital Market[réf. souhaitée].
Le 22 septembre 2022, Hopium annonce qu'elle va implanter sa première usine d'assemblage à Douains, en Normandie, sur un terrain de 35 hectares,.
En octobre 2022, la marque Agilauto du groupe Crédit Agricole passe une commande prévisionnelle de 10 000 berlines à Hopium dans le cadre de programmes destinés à ses clients.
L'entreprise enregistre une perte de 9,5 millions d’euros au premier semestre de 2022 et son cours en Bourse passe de 28 euros à 4,70 euros en dix-huit mois. Elle licencie trente de ses 142 salariés.
En février 2023, elle reçoit une aide de 2 millions d'euros de la part de la région Normandie, sous forme d'un prêt à taux zéro remboursable au bout de 18 mois.

### Difficultés financières et placement en redressement judiciaire
En mars 2023, l'entreprise indique se concentrer désormais sur Hopium Technologies, chargé de l'industrialisation de sa pile à combustible à destination de nouveaux marchés industriels et sur Hopium Automotive, chargé du développement de véhicules à hydrogène grand public. Hopium met son projet de voiture à hydrogène, l'Hopium Machina, entre parenthèses,.
En juillet 2023, Hopium est placé en redressement judiciaire, par le tribunal de commerce de Paris en raison de grandes difficultés financières. La période d’observation est prolongée jusqu’au 17 juillet 2024.

### Abandon du projet Machina et nouvelle vision
Le 27 février 2024, Hopium change à nouveau de dirigeant avec la nomination de Stéphane Rabatel au poste de Président-directeur général. Ingénieur de formation, il a travaillé chez Renault, Airbus et Safran et possède une expérience de la pile à combustible.
Le 11 juillet 2024, Hopium obtient à titre exceptionnel par le tribunal de commerce de Paris une nouvelle prolongation de la période d’observation du redressement judiciaire jusqu’au 17 janvier 2025.
Le 24 juillet 2024, Hopium annonce la réussite des essais sur banc de sa pile à combustible de 100 kW (jalon TRL6), avec un poids inférieur à 30 kg, 300 cellules d’une épaisseur de 0,94 mm et une puissance brute de 105 kW.
En octobre 2024, Hopium valide le fonctionnement de sa pile à combustible par des essais sur pistes. En novembre 2024, la technologie est présentée lors d'un évènement privé avec des essais à bord de la Machina, désormais démonstrateur de la technologie, conduite par le fondateur d'Hopium, Olivier Lombard.

### Projet de plan de redressement
Le 13 décembre 2023, Hopium présente son projet de plan de redressement, basé sur une réduction de sa dette à 9 M€, et financé pour l'année 2025 par une augmentation de capital de 8 M€.